# Aerobee

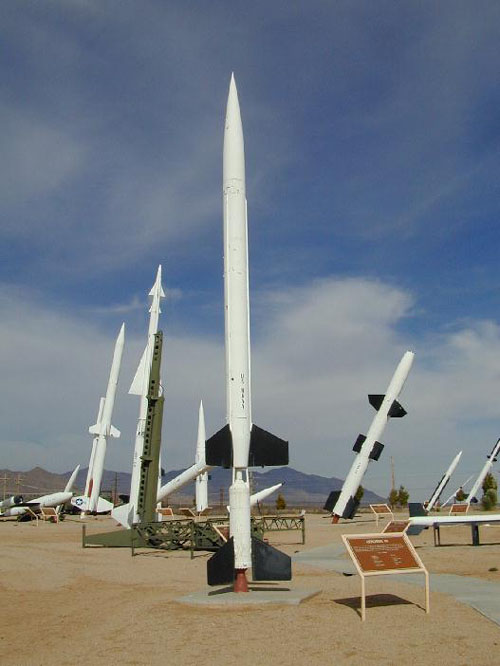
Um Aerobee Hi no museu do White Sands Missile Range.

Aerobee, é um foguete de sondagem suborbital, movido a combustível líquido, de origem Norte Americana, voltado a pesquisas de radiação cósmica, foi desenvolvido no final da década de 40 e tornado operacional na década de 50. Ele foi construído pela Aerojet General. O projeto começou em 17 de maio de 1946, e o primeiro lançamento sem carga útil, ocorreu em 25 de setembro de 1947, do Campo de Teste de Mísseis de White Sands. O primeiro lançamento com carga útil, ocorreu em 24 de novembro de 1947 do mesmo local, atingindo 56 km de altitude, aquém do esperado. Os lançamentos subsequentes atingiram a média de 100 km de altitude.

## Origens
O desenvolvimento do foguete Aerobee, teve início durante o desenvolvimento da câmara de combustão para o míssil Nike Ajax. O contratante principal daquele projeto, a Douglas Aircraft Company, repassou um contrato para a Aerojet em janeiro de 1946, para uma câmara de combustão regenerativa, alimentada por pressão, usando uma mistura de 65%-35% Anilina e Álcool furfurílico como combustível. Depois de produzir mais de 6.000 câmaras e mais de 100 motores, o contrato passou para a Bell Aircraft Corporation.
Em 1946, o Dr. James Van Allen, supervisor de um grupo de pesquisas no Applied Physics Laboratory (APL), visitou o Dr. Rolf Sabersky na Aerojet. Como resultado dessa visita, ele convenceu a marinha a apoiar o desenvolvimento e produção inicial do que viria a ser conhecido como a família Aerobee de foguetes. Como o Dr. Van Allen estava envolvido com o projeto Bumblebee de mísseis, sugeriu um nome que seria a união de Aerojet com Bumblebee, ou seja, Aerobee.

## Desenvolvimento
Durante a década de 50, os problemas foram sendo resolvidos, a parte de alimentação do motor foi sendo aperfeiçoada. Daí por diante, uma série de novos modelos foi sendo criada. Os modelos subsequentes, possuíam dois estágios, sendo: 1 x motor Aerobee a combustível sólido + 1 x motor Aerobee a combustível líquido. Os foguetes Aerobee, eram lançados de torres de 53 m de altura, que garantiam a estabilidade necessária até que o foguete atingia a velocidade necessária para que as aletas se tornassem efetivas no controle de atitude em voo. Eles foram lançados do Campo de Teste de Mísseis de White Sands, do centro de lançamento Fort Churchill, Wallops Island e do navio de pesquisas USS Norton Sound. Nessa época, o Aerobee podia conduzir 68 kg de carga útil a uma altitude de 130 km.
A partir de então, tanto os motores, quanto vários detalhes técnicos do foguete foram aperfeiçoados, permitindo alcançar altitudes entre 230 e 400 km. Instrumentos na carga útil retornavam dados para as estações em terra, e eram recuperadas por intermédio de paraquedas. Para aumentar a precisão, o motor do segundo estágio passou a ser montado sobre um sistema de eixos móveis. O Aerobee chegou a fazer parte de pesquisas para o programa Apollo, tendo sido o primeiro foguete americano a conduzir animais mamíferos em voos suborbitais.
Os diferentes modelos do foguete Aerobee foram assim identificados:
| Modelos do foguete Aerobee |                    |      |  |                  |      |  |                  |      |  |                   |      |  |
|                            | Nome               | Ano  |  | Nome             | Ano  |  | Nome             | Ano  |  | Nome              | Ano  |  |
|                            | Aerobee XASR-SC-1  | 1948 |  | Aerobee RTV-A-1  | 1949 |  | Aerobee RTV-N-10 | 1950 |  | Aerobee XASR-SC-2 | 1950 |  |
|                            | Aerobee RTV-A-1a   | 1951 |  | Aerobee RTV-A-1b | 1951 |  | Aerobee RTV-A-1c | 1952 |  | Aerobee RTV-N-10b | 1954 |  |
|                            | Aerobee RTV-N-10c  | 1955 |  | Aerobee Hi       | 1955 |  | Aerobee AJ10-27  | 1955 |  | Aerobee RTV-N-10a | 1955 |  |
|                            | Aerobee AJ10-34    | 1956 |  | Aerobee AJ10-25  | 1957 |  | Aerobee 100      | 1958 |  | Aerobee 300       | 1958 |  |
|                            | Aerobee 75         | 1958 |  | Aerobee 150      | 1959 |  | Aerobee 150A     | 1960 |  | Aerobee 300A      | 1960 |  |
|                            | Aerobee 350        | 1964 |  | Aerobee 150 MI   | 1968 |  | Aerobee 170      | 1968 |  | Aerobee 150 MII   | 1969 |  |
|                            | Aerobee 150 MII 20 | 1970 |  | Aerobee 170B     | 1971 |  | Aerobee 170A     | 1971 |  | Aerobee 200A      | 1972 |  |
|                            | Aerobee 200        | 1974 |  | Aerobee 150A MII | 1975 |  |                  |      |  |                   |      |  |

Um total de 1.037 foguetes Aerobee foram lançados até 1985.

## Características
Seguem as características de alguns dos principais modelos do foguete Aerobee:

### Aerobee
- Altura: 7,8 m
- Diâmetro: 38 cm
- Massa total: 727 kg
- Carga útil: 68 kg
- Apogeu: 130 km

### Aerobee 75
- Altura: 6 m
- Diâmetro: 35 cm
- Massa total: 400 kg
- Carga útil:
- Apogeu: 80 km

### Aerobee 100
- Altura: 7,8 m
- Diâmetro: 38 cm
- Massa total: 700 kg
- Carga útil:
- Apogeu: 100 km

### Aerobee 150
- Altura: 9,3 m
- Diâmetro: 38 cm
- Massa total: 930 kg
- Carga útil: 68 kg
- Apogeu: 270 km

### Aerobee 170

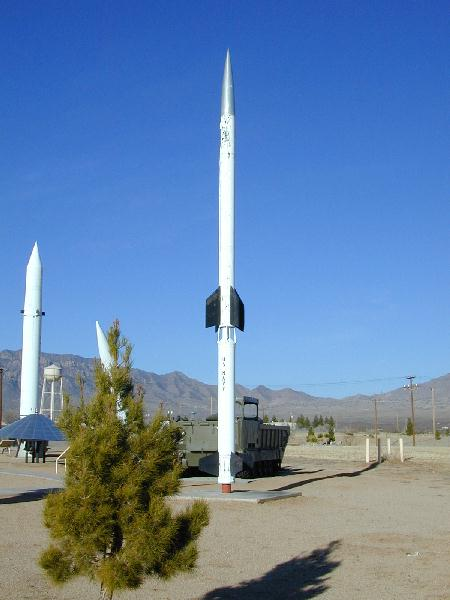
Um Aerobee 170, no museu do White Sands Missile Range.

- Altura: 12,6 m
- Diâmetro: 42 cm
- Massa total: 1.270 kg
- Carga útil:
- Apogeu: 200 km

### Aerobee 200
- Altura: 12,6 m
- Diâmetro: 42 cm
- Massa total: 1.600 kg
- Carga útil:
- Apogeu: 250 km

### Aerobee 300
- Altura: 9,9 m
- Diâmetro: 38 cm
- Massa total: 983 kg
- Carga útil:
- Apogeu: 300 km

### Aerobee 350
- Altura: 15,9 m
- Diâmetro: 56 cm
- Massa total: 3.839 kg
- Carga útil: 227 kg
- Apogeu: 450 km